# Supermarine S.5
El Supermarine S.5 fue un hidroavión de carreras monoplaza y monomotor británico de la década de 1920, construido por Supermarine. Diseñado específicamente para la competición del Trofeo Schneider, el S.5 fue el progenitor de una línea de aviones de carreras que finalmente condujo al icónico caza Supermarine Spitfire de la Segunda Guerra Mundial.
El S.5 fue diseñado por Reginald Mitchell después de la pérdida del S.4 antes de que pudiera competir. Presentaba amplios cambios respecto al S.4, poseía numerosas características poco convencionales y hacía un mayor uso del metal; muchas de estas decisiones se tomaron para optimizar su rendimiento en carrera. Debido al corto período de desarrollo, se utilizó un ala de madera en lugar de una totalmente metálica. En particular, poseía un nivel de resistencia relativamente bajo para la época.
El 7 de junio de 1927, el primer S.5 realizó su primer vuelo; se construyeron un total de tres aviones. Dos S.5 obtuvieron el primer y segundo lugar en la competición del Trofeo Schneider de 1927; el modelo también participaría en el evento durante los años siguientes. El 12 de marzo de 1928, un S.5 se estrelló fatalmente durante un intento de récord mundial de velocidad aérea, muriendo el piloto, el teniente de vuelo Samuel Kinkead. Durante la década de 1970, se construyó una réplica volable a escala real del S.5.

## Diseño y desarrollo
El Supermarine S.5 fue diseñado por Reginald Mitchell para participar en el Trofeo Schneider de 1927. Tras la pérdida previa del S.4 antes de que se celebrara el Trofeo Schneider de 1925, Mitchell diseñó un nuevo avión de carreras monoplano. Se realizaron cambios importantes entre el S.4 y el S.5, cuyo objetivo principal era lograr mayor velocidad. El proceso de diseño estuvo fuertemente influenciado por las pruebas en túnel de viento, cuya información resultante se mantuvo confidencial durante algún tiempo. El S.5 poseía un nivel de resistencia particularmente bajo para un hidroavión de la época. Además, el avión resultante poseía numerosas características poco convencionales, algunas de las cuales fueron desarrolladas para satisfacer las condiciones específicas que se dan durante las carreras aéreas de alta velocidad.
El fuselaje del S.5 estaba compuesto enteramente de metal, principalmente duraluminio; la resistencia de este material permitió el uso de una construcción semimonocasco, una disposición que redujo sustancialmente la cantidad de espacio ocupado por el fuselaje. A su vez, la sección transversal del fuselaje podría minimizarse, hasta el punto de que el piloto estaría sentado en el suelo del fuselaje, mientras sus hombros estaban en contacto con el recubrimiento metálico del mismo. Los elementos estructurales dentro del fuselaje incluían perfiles en U planos y espaciados de forma holgada a lo largo de su longitud que funcionaban en conjunto con el revestimiento, que funcionaba como larguerillos dentro de la estructura sujeta a esfuerzos; en áreas clave, se reforzaba utilizando refuerzos delanteros y traseros. La sección delantera del fuselaje disponía de marcos particularmente resistentes para soportar adecuadamente las raíces alares, los soportes del tren de aterrizaje y funcionar como punto de fijación para el arriostramiento mediante cable de retención. Esta última característica fue particularmente crucial para la estabilidad del arriostramiento de las alas y de los flotadores de gran tamaño instalados.
El avión estaba equipado con flotadores de un solo rediente; su estructura comprendía mamparos longitudinales centrales que se fijaban directamente a los marcos transversales. Entre los marcos se colocaron varios de los miembros longitudinales. Estaban compuestos casi en su totalidad de duraluminio, mientras que la sección central del flotador de estribor estaba hecha de acero para permitir que soportara el depósito de combustible principal. Como no había espacio para un depósito de combustible dentro del fuselaje, todo el combustible del avión se transportaba dentro del flotador de estribor, que estaba 20 cm más cerca de la línea central del avión que el flotador de babor; esta disposición le daba al avión un centro de gravedad más bajo y además ayudaba a compensar el torque del motor.
En gran medida debido a la falta de tiempo disponible para experimentación durante el corto período de desarrollo del avión, se descartó el uso de un ala totalmente metálica. En su lugar, se utilizó una probada construcción de madera para las alas arriostradas mediante cable, que poseían largueros de abeto, costillas de contrachapado de abeto y un revestimiento de contrachapado liso. Fueron construidas en dos mitades a lo largo de una disposición convencional de doble larguero, aunque con un miembro diagonal entre las puntas del ala y los accesorios para los aerodinámicos cables de arriostramiento que daban rigidez al ala contra la torsión y reducían la probabilidad de aparición del flameo aeroelástico. En las alas había radiadores de gran tamaño; posicionados firmemente contra las mismas, eran de un peso relativamente bajo para evitar incurrir en una carga alar excesiva.
El motor se refrigeraba mediante un sistema un tanto inusual, utilizando radiadores situados en las alas en lugar de los radiadores tipo Lamblin del S.4; estos radiadores estaban hechos de láminas de cobre corrugado y cubrían una gran proporción de la superficie del ala. Se prestó especial atención al sistema de aceite con el objetivo de minimizar las pérdidas fraccionarias en el engranaje de la hélice y maximizar el potencial de velocidad de la aeronave. Como las disposiciones tradicionales se consideraron insuficientes, el aceite se refrigeraba mediante una serie de radiadores de acero corrugado ubicados a ambos lados del fuselaje; se lograba una refrigeración adicional de los engranajes mediante varias aberturas en los carenados del bloque de cilindros.
La parte inferior delantera del fuselaje fue reforzada con duraluminio laminado para funcionar como soporte del motor, compuesto por dos soportes de sección de caja primarios que fueron fijados a cunas. Una ventaja del montaje de motor en forma de cuchara era un nivel relativamente alto de accesibilidad al motor. El motor mismo fue integrado limpiamente en el fuselaje para maximizar la eficiencia aerodinámica.
Los controles de vuelo eran de naturaleza convencional, careciendo de cualquier implementación de engranaje variable, excepto en el accionamiento de los alerones. Se consideraba que el avión era relativamente fácil de manejar, teniendo en cuenta su velocidad máxima relativamente alta para la época. Las superficies de cola horizontales, que estaban hechas de madera, tenían sus manivelas de control alojadas dentro de la porción de popa del fuselaje; las manivelas del elevador estaban desplazadas intencionalmente para que dejaran lo suficientemente libre el poste del timón.
En total se construyeron tres aviones, uno de ellos con un motor Napier Lion VIIA de 670 kW (900 hp) de transmisión directa, y los otros dos con un motor Napier Lion VIIB de 652 kW (875 hp) con caja reductora.

## Historia operacional
El primer avión realizó su vuelo inaugural el 7 de junio de 1927. Los S.5 obtuvieron los 1º y 2º puestos en la carrera del Trofeo Schneider de 1927 celebrada en Venecia; el avión ganador (matrícula N220) fue pilotado por el teniente de vuelo Sidney Webster a una velocidad media de 453,29 km/h.
Un S.5, el N221, se estrelló el 12 de marzo de 1928 durante un intento de récord mundial de velocidad aérea, muriendo el piloto, el teniente de vuelo Samuel Kinkead, que había volado el Gloster IV en la carrera del Trofeo Schneider de 1927.
Las preocupaciones por la falta de fiabilidad del motor Lion sobrealimentado que propulsaba el Gloster VI llevaron a que el Destacamento de Alta Velocidad inscribiera un S.5 (el N219, equipado con un motor Lion con caja reductora para el evento) junto con los dos S.6 para la competición Schneider de 1929. El S.5, pilotado por el teniente de vuelo D'Arcy Greig, terminó tercero en 46 minutos y 15 segundos, a una velocidad de 454,01 km/h, detrás del S.6 ganador, volado por el oficial de vuelo H. Richard Waghorn, y un Macchi M.52.

### Réplica
Ray Hilborne, de Leisure Sports, diseñó y construyó una réplica a escala real del S.5, que voló por primera vez el 28 de agosto de 1975. La réplica, propulsada por un Continental IO-360, utilizó una construcción totalmente de madera e incorporó modificaciones en el ala para reducir la velocidad de pérdida, timones de agua, una cabina ligeramente más ancha y una reducción general del peso a un peso total de sólo 680 kg, menos de la mitad que el S.5.

## Operadores
Reino Unido
- Real Fuerza Aérea

## Cultura popular
En la canción "Bill Hosie" de Archie Fisher, el protagonista reconstruye un Supermarine S.5 que sobrevivió a la competición del Trofeo Schneider de 1927. A lo largo de la canción se hace referencia a la aeronave, a la carrera y al trofeo.

## Especificaciones (N220)
Referencia datos: Supermarine Aircraft since 1914, National Advisory Committee for Aeronautics

### Características generales
- Tripulación: Uno (piloto)
- Longitud: 7,4 m (24,3 ft)
- Envergadura: 8,2 m (26,7 ft)
- Altura: 3,4 m (11,1 ft)
- Superficie alar: 10,7 m² (115,2 ft²)
- Perfil alar: RAF 30[21]
- Peso vacío: 1216 kg (2680,1 lb)
- Peso cargado: 1471 kg (3242,1 lb)
- Planta motriz: 1× motor lineal W12 Napier Lion VIIA.
  - Potencia: 670 kW (924 HP; 911 CV)
- Hélices: Bipala de paso fijo

### Rendimiento
- Velocidad máxima operativa (Vno): 514 km/h (320 MPH; 278 kt)

## Aeronaves relacionadas

### Desarrollos relacionados
- Supermarine S.4
- Supermarine S.6/S.6A
- Supermarine S.6B

### Secuencias de designación
- Secuencia S._ (interna de Supermarine): ← S.2 - S.3 - S.4 - S.5 - S.6 - S.6A - S.6B